# Teddy Billington
Edwin „Teddy" Billington (ur. 14 lipca 1882 w Southampton, zm. 8 sierpnia 1966 w Pine Brook w stanie New Jersey) – amerykański kolarz torowy, czterokrotny medalista olimpijski.

## Kariera
Teddy Billington urodził się w Southampton w Wielkiej Brytanii, ale wyemigrował wraz z rodziną do USA jeszcze jako dziecko. Największe sukcesy osiągnął podczas igrzysk olimpijskich w Saint Louis w 1904 roku, gdzie zdobył cztery medale. W wyścigach na ¼, ⅓ i 1 milę zdobywał brązowe medale, przegrywając jedynie ze swymi rodakami: Marcusem Hurleyem i Burtonem Downingiem. Na tych samych igrzyskach zdobył również srebrny medal w wyścigu na ½ mili, ulegając tylko Hurleyowi. Ten ostatni medal Billington wywalczył na pożyczonym rowerze, ponieważ jego sprzęt nie dotarł na miejsce wyścigu. Na igrzyskach w Saint Louis wziął również udział trzech pozostałych konkurencjach kolarskich: nie ukończył rywalizacji na 5 i 25 mil, a w wyścigu na 2 mile zajął czwartą pozycję, przegrywając walkę o podium z Hurleyem. Teddy Billington nigdy nie zdobył medalu na torowych mistrzostwach świata.